# Fulannu
O fulannu (também conhecido por sereendu, tambin) é uma flauta diagonal com escala diatônica, sem a embocadura sinuosa, feita a partir de uma trepadeira cônica, com apenas três buracos para os dedos, e uma embocadura retangular com duas pequenas asas de cado lado. É considerado um instrumento nacional no Oeste da África pelos povos fulas.